# Bergen (Dolna Saksonia)
Bergen – miasto w Niemczech, w kraju związkowym Dolna Saksonia, w powiecie Celle.
W okolicach miejscowości Bergen znajdował się niemiecki obóz koncentracyjny Bergen-Belsen.

## Współpraca
- Pembroke, Walia
- Śrem, Polska
- Hendrik-Ido-Ambacht, Holandia
- Szubin, Polska
- Rožnov pod Radhoštěm, Czechy
- Ottendorf-Okrilla, Niemcy
- Pembroke, Malta